# Nadech Kugimiya
Nadech Kugimiya (tiếng Thái: ณเดชน์ คูกิมิยะ, phiên âm: Na-đét Khu-ki-mi-da, sinh ngày 17 tháng 12 năm 1991) còn có nghệ danh là Barry (แบร์รี), là một diễn viên và người mẫu người Thái Lan. Anh nổi tiếng với các vai diễn trong Duang Jai Akkanee (2010), Game Rai Game Rak (2011), Hoàng hôn ở Chaophraya (2013), The Rising Sun Series (2014), Leh Lub Salub Rarng (2017) và Likit Ruk (2018).

## Tiểu sử và học vấn
Nadech có tên khai sinh là Chonlathit Yodprathum, sinh ngày 17 tháng 12 năm 1991 ở tỉnh Khon Kaen, Thái Lan. Cha của anh là người Áo và mẹ là người Thái Lan. Do cha mẹ anh ly dị từ khi anh còn nhỏ nên anh được nuôi dưỡng bởi dì ruột Sudarat Kugimiya, là một người điều hành công việc kinh doanh và người chồng người Nhật Bản tên là Yoshio Kugimiya, là một kỹ sư điện làm việc tại Băng Cốc nên anh lấy họ là Kugimiya nhằm tỏ lòng biết ơn đến ông. Anh thông thạo tiếng Thái, tiếng Anh và một ít tiếng Nhật. Biệt danh "Barry" của anh xuất phát từ biệt danh ban đầu là "Brand".
Anh tốt nghiệp Cử nhân Đại học Rangsit, ngành Nghệ thuật truyền thông năm 2015 và sau đó tốt nghiệp Thạc sĩ cùng chuyên ngành vào tháng 5, năm 2020.
Nadech sống cùng khu với Sukollawat Kanarot (Weir), một diễn viên và người mẫu Thái Lan và được phát hiện bởi người quản lý của Weir.

## Sự nghiệp
Nadech bắt đầu sự nghiệp người mẫu từ năm mười bảy tuổi. Năm 2010, anh đóng phim truyền hình đầu tiên với vai chính Nawa Gamtornpuwanat trong phim Ngao Rak Luang Jai. Anh trở nên nổi tiếng sau vai diễn Fai Akkanee Adisuan trong phim Duang Jai Akkanee và vai Saichon / Charles Makovich trong Game Rai Game Rak, đóng cặp cùng Urassaya Sperbund (Yaya). Anh cũng là thành viên của nhóm "4+1 Channel 3 Superstar" cùng với Mario Maurer, Prin Suparat, Pakorn Chatborirak, và Phupoom Pongpanu. Anh ký hợp đồng độc quyền với đài Channel 3. Người quản lý của anh tên là Suphachai Srivijit.
Nadech Kugimiya là cái tên bảo chứng rating cho những bộ phim mà anh tham gia. Liên tiếp những bộ phim như Trang trại tình yêu (Duang Jai Akkanee), Trò chơi tình yêu (Game Rai Game Rak), Series Ánh dương tình yêu (Roy Ruk Hak Liam Tawan / Roy Fun Tawan Duerd), Sự hoán đổi diệu kỳ (Leh Lub Salub Rarng), Duyên trời định (Likit Ruk) đều trở thành những bộ phim ăn khách và có rating cao ngất ngưởng trên màn ảnh nhỏ. Ngoài ra hai bộ phim điện ảnh mà anh tham gia là Hoàng hôn ở Chaophraya (Koo Gum) và Nữ thần rắn 2 (Nakee 2) đều là những tác phẩm thắng lớn trên địa hạt màn ảnh rộng. Quả thật nếu nói về công việc diễn xuất, nếu Nadech nhận khó tính thứ 2 sẽ hiếm có ai nhận mình số 1 trong làng giải trí Thái. Chính anh đã chia sẻ rằng: "Lúc đóng phim tôi sẽ tham khảo ý kiến của đạo diễn và những người xung quanh. Tôi ít khi xem phim của bản thân mình đóng, vì sẽ nhận ra những khuyết điểm của bản thân nhiều hơn bất kỳ ai. Vì thế lúc làm việc, tôi luôn xác định rõ mục tiêu của mình. Vậy nên nếu làm không hết mình, thì chính tôi sẽ tự biết kết quả như thế nào".
Bằng tài năng cùng nhân cách hoàn hảo, chẳng khó gì khi Nadech có thể rinh về tận 136 giải thưởng trong 9 năm hoạt động, và vẫn còn tiến xa hơn nữa trong sự nghiệp, trở thành nam diễn viên được yêu thích của mọi nhà.

## Đời tư
Nadech đã có mối quan hệ với nữ diễn viên Urassaya Sperbund (Yaya) từ năm 2011 trong khi quay phim Duang Jai Akkanee vào năm 2010. Mối quan hệ của họ được đưa tin trên các phương tiện truyền thông với nhiều suy đoán khác nhau, nhưng cặp đôi này từ chối nói về điều đó trước công chúng. Họ công khai mối quan hệ vào năm 2019. Vào ngày 5 tháng 6 năm 2023, Nadech và Yaya cùng nhau thông báo rằng họ đã đính hôn tại Positano, Ý qua Instagram.

## Các phim đã tham gia

### Phim điện ảnh
| Năm  | Tên gốc                      | Tên tiếng Việt         | Vai                                     | Đóng với                       | Ghi chú        |
| ---- | ---------------------------- | ---------------------- | --------------------------------------- | ------------------------------ | -------------- |
| 2013 | Koo Gum                      | Hoàng hôn ở Chaophraya | Kobori                                  | Oranate D. Caballes            |                |
| 2013 | Long Rak Loey                | Phải lòng em           | Napat                                   | Apinya Sakuljaroensuk          | Phim ngắn      |
| 2014 | Postcard                     | Bưu thiếp              | Natee                                   | Pichukkana Wongsarattanasin    | Phim ngắn      |
| 2015 | Mr.Peter's Project           | Dự án của Mr.Peter     | Peter                                   | Lapassalan Jiravechsoontornkul | Phim ngắn      |
| 2018 | Krut: The Himmaphan Warriors |                        | Phaya Watchara Garuda (lồng tiếng Thái) |                                | Phim hoạt hình |
| 2018 | Nakee 2                      | Nữ thần rắn 2          | Pongprap                                | Urassaya Sperbund              |                |
| 2020 | Ai Khon Lor Luang            | Lừa đểu gặp lừa đảo    | Tower                                   | Pimchanok Leuwisedpaiboon      |                |
| 2023 | Tee Yod                      | Tee Yod: Quỷ ăn tạng   | Yak                                     | Jelilcha Kapaun                |                |
| 2024 | Tee Yod 2                    | Tee Yod: Quỷ ăn tạng 2 | Yak                                     | Jelilcha Kapaun                |                |
| 2024 | Mufasa: The Lion King        | Mufasa: Vua sư tử      | Mufasa (lồng tiếng Thái)                |                                | Phim hoạt hình |
| 2025 | Tee Yod 3                    | Tee Yod: Quỷ ăn tạng 3 | Yak                                     | Jelilcha Kapaun                |                |

### Phim truyền hình
| Năm  | Tên gốc                    | Tên tiếng Việt                                                   | Vai                             | Hãng sản xuất       | Đài |
| ---- | -------------------------- | ---------------------------------------------------------------- | ------------------------------- | ------------------- | --- |
| 2010 | Ngao Rak Luang Jai         | Mối tình ngang trái                                              | Nawa Gamtornpuwanat             | Maker-Y             | CH3 |
| 2010 | Thara Himalaya             | Trúc mộng lan viên / Chinh phục trái tim hoàng tử                | Akkanee Adisuan (Fai)           | Maker-Y             | CH3 |
| 2010 | Duang Jai Akkanee          | Trang trại tình yêu / Tình yêu và thù hận                        | Akkanee Adisuan (Fai)           | No Problem          | CH3 |
| 2010 | Pathapee Leh Ruk           | Cơn lốc tình                                                     | Akkanee Adisuan (Fai)           | Good Feeling        | CH3 |
| 2010 | Wayupak Montra             | Bóng tối tình yêu                                                | Akkanee Adisuan (Fai)           | Act Art Generation  | CH3 |
| 2011 | Game Rai Game Rak          | Trò chơi tình yêu                                                | Saichon / Charles Makovich      | Lakorn Thai         | CH3 |
| 2012 | Torranee Ni Nee Krai Krong | Trái tim người thừa kế                                           | Athit                           | No Problem          | CH3 |
| 2013 | Rang Pratana               | Tình yêu mong muốn                                               | Pittaya                         | Lakorn Thai         | CH3 |
| 2014 | Roy Ruk Hak Liam Tawan     | Ánh dương tình yêu 1: Tình cuối chân trời                        | Ryu Onizuka                     | Maker-Y             | CH3 |
| 2014 | Roy Fun Tawan Duerd        | Ánh dương tình yêu 2: Giấc mộng ban mai                          | Ryu Onizuka                     | Maker Group         | CH3 |
| 2015 | Lom Sorn Ruk               | Ngọn gió tình yêu                                                | Pranon / Pran                   | No Problem          | CH3 |
| 2015 | Tarm Ruk Keun Jai          | Theo dấu yêu thương / Con tim dẫn lối                            | Seehanat (Nai Singh)            | Lakorn Thai         | CH3 |
| 2017 | Buang Hong                 | Cứu tinh của nàng thiên nga / Níu em trong tay                   | Seehanat (Nai Singh)            | Lakorn Thai         | CH3 |
| 2017 | Leh Lub Salub Rarng        | Sự hoán đổi diệu kỳ                                              | Ramin Toongpraplerng            | No Problem          | CH3 |
| 2018 | Likit Ruk                  | Duyên trời định / Sứ mệnh và con tim / Yêu anh là điều không thể | Davin Samuthyakorn              | Thong Entertainment | CH3 |
| 2019 | My Love from the Star      | Vì sao đưa anh tới (bản Thái)                                    | Achira                          | Broadcast Thai TV   | CH3 |
| 2021 | Monrak Nong Phak Kayaeng   | Bùa yêu trong vũng ngò ôm                                        | Tarakorn Panwiset / Korn / Kiew | Act Art Generation  | CH3 |
| 2022 | Lai Kinnaree               | Thước vải se duyên / Âm mưu hoàng gia                            | Oak Luang Indra Ratchpakdee     | Act Art Generation  | CH3 |
| 2023 | Sub Lab Mor Labad          | Bác sĩ trinh thám                                                | Khunkhao Woraphutthichai        | Magic If One        | CH3 |
| 2025 | Jai Khang Jao              | TBA                                                              | TBA                             | Good Feeling        | CH3 |

## Âm nhạc

### Ca khúc
| Năm  | Tên bài hát                                                | Ghi chú                                 | Với                                                                                  |
| ---- | ---------------------------------------------------------- | --------------------------------------- | ------------------------------------------------------------------------------------ |
| 2012 | "Hai Rak Man Toh Nai Jai" ("Let Love Grow Up In My Heart") | Nhạc phim Trái tim người thừa kế        | Solo                                                                                 |
| 2013 | "Angsumalin" ("Angsumalin")                                | Nhạc phim Hoàng hôn ở Chaophraya        | Solo                                                                                 |
| 2013 | "Long Rak Loey" ("Falling in Love")                        | Nhạc phim Long Rak Loey                 | Solo                                                                                 |
| 2014 | "Laew Rao Ja Rak Gan Dai Mai" ("Can We Love Each Other?")  | Nhạc phim The Rising Sun Series         | Urassaya Sperbund                                                                    |
| 2014 | "1,2,3,4,5 I Love You"                                     | Give Me 5 Concert Rate A                | Mario Maurer, Phupoom Pongpanu, James Ma, Sukollawat Kanarot                         |
| 2015 | "Tee Jing Chan Gor Jeb" ("Actually, I'm Also Hurt")        | Nhạc phim Ngọn gió tình yêu             | Solo                                                                                 |
| 2015 | "Kam Tob Sud Tai" ("Final Answer")                         | Nhạc phim Mr.Peter's Project            | Solo                                                                                 |
| 2016 | "Happy Birthday"                                           | Concert kỷ niệm 46 năm Channel 3        | Urassaya Sperbund                                                                    |
| 2018 | "Nah Tee Gub Hua Jai" ("Duty and Heart")                   | Nhạc phim Duyên trời định               | Mutmee Pimdao                                                                        |
| 2019 | "No Caption"                                               | The Real Nadech Concert                 | Solo                                                                                 |
| 2019 | "Rak Tee Ror Wan La"                                       | Nhạc phim Vì sao đưa anh tới (bản Thái) | Solo                                                                                 |
| 2020 | "Orbit"                                                    | Bài hát tự sản xuất                     | Solo                                                                                 |
| 2021 | "Isan Ban Hao" ("Our Home in Isan")                        | Nhạc phim Bùa yêu trong vũng ngò ôm     | Maylada Susri, Tao Phusilpa, Anusara Wantongtak, Danny Luciano, Nuptang Kochanokporn |
| 2021 | "Kho Chai Kam Wha Fan"                                     | Nhạc phim Bùa yêu trong vũng ngò ôm     | Maylada Susri                                                                        |
| 2021 | "Chouw Nang Hed Na (Version Kiew)"                         | Nhạc phim Bùa yêu trong vũng ngò ôm     | Solo                                                                                 |
| 2021 | "Bak Tang Kwa"                                             | Nhạc phim Bùa yêu trong vũng ngò ôm     | Solo                                                                                 |
| 2021 | "Ma Der Kwan Aey"                                          | Nhạc phim Bùa yêu trong vũng ngò ôm     | Solo                                                                                 |
| 2021 | "Mee Bird"                                                 | Nhạc phim Bùa yêu trong vũng ngò ôm     | Solo                                                                                 |

### Xuất hiện trong MV
| Năm  | Ca khúc       | Ghi chú   |
| ---- | ------------- | --------- |
| 2016 | "Set and Hit" | Channel 3 |

### Concert
| Năm  | Concert                                                 |
| ---- | ------------------------------------------------------- |
| 2011 | Yum Yum Concert                                         |
| 2012 | 4+1 Channel 3 Superstar Concert                         |
| 2013 | Sup'tar Party - Channel 3 43rd Anniversary Concert      |
| 2014 | Give Me 5 Concert Rate A                                |
| 2015 | Channel 3 45th Anniversary Concert                      |
| 2016 | Love Mission - Channel 3 46th Anniversary Concert       |
| 2017 | Love Is In The Air - Channel 3 Charity Concert          |
| 2018 | We Will Love You - Channel 3 48th Anniversary Concert   |
| 2018 | I AM MAI Concert                                        |
| 2019 | Channel 3 49th Anniversary Concert                      |
| 2019 | The Real Nadech Concert                                 |
| 2020 | Infinity Happiness - Channel 3 50th Anniversary Concert |
| 2023 | Channel 3 53th Anniversary Concert                      |

## Đại sứ thương hiệu

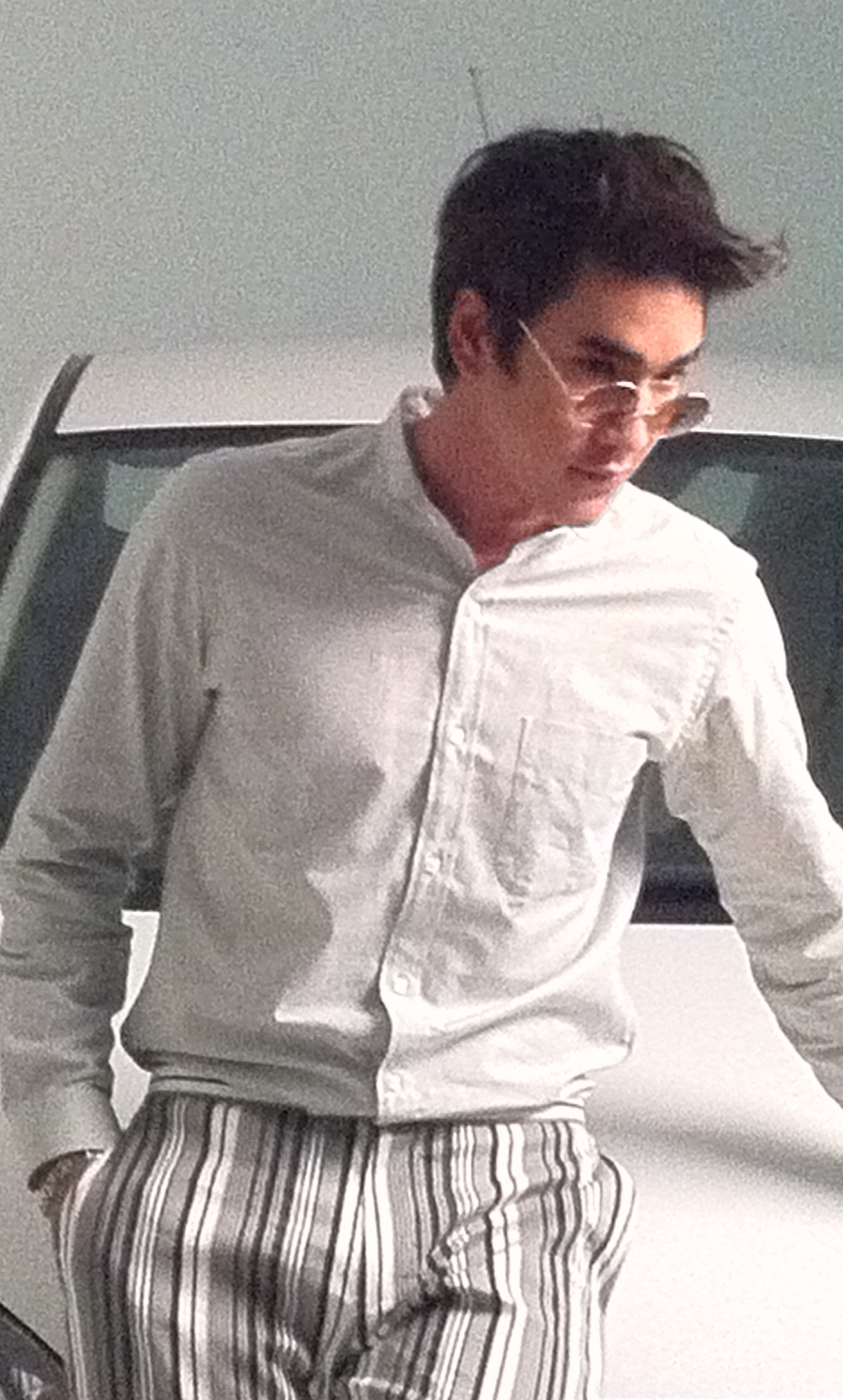
Nadech chụp ảnh trên tạp chí

| Năm       | Sản phẩm                 | Ghi chú             |
| --------- | ------------------------ | ------------------- |
| 2020–nay  | Innoweness               |                     |
| 2019–nay  | Bêst Express             |                     |
| 2019–nay  | Toyota Corolla Altis     |                     |
| 2019–nay  | Nivea for Men            |                     |
| 2019–nay  | Singha Water             |                     |
| 2019–nay  | Pocari Sweat             |                     |
| 2018–nay  | Krungthai Bank NEXT      |                     |
| 2018–nay  | P80 Natural Essence      |                     |
| 2018–nay  | Garena RoV               |                     |
| 2018–nay  | Carnation Plus           |                     |
| 2017–nay  | Shopee                   | Urassaya Sperbund   |
| 2017–nay  | OPPO                     | Urassaya Sperbund   |
| 2017–nay  | Origin Property          |                     |
| 2017–nay  | Smooth E                 |                     |
| 2016–nay  | 7-Eleven                 | Urassaya Sperbund   |
| 2015–nay  | Daikin                   |                     |
| 2013–nay  | AIR ASIA                 |                     |
| 2012–nay  | TrueMove H               | Urassaya Sperbund   |
| 2011–nay  | Lay's                    | Urassaya Sperbund   |
| 2009–nay  | Shokubutsu for Men       |                     |
| 2016      | EST Cola                 |                     |
| 2015      | If Fruitamin             |                     |
| 2015      | Jub Jai                  |                     |
| 2014–2016 | Meiji Paigen Pro5        |                     |
| 2014–2015 | Oral-B                   |                     |
| 2014      | Birdy Coffee             |                     |
| 2013–2016 | AIA Thailand             |                     |
| 2013–2016 | BRAND'S Veta Berry       |                     |
| 2013      | BJ Jeans                 |                     |
| 2012–2014 | Bausch & Lomb            |                     |
| 2012–2014 | L'Oreal Men Expert       |                     |
| 2012–2013 | Clear for Men            |                     |
| 2012–2013 | Solvil et Titus          | Urassaya Sperbund   |
| 2012      | XACT - Summer Collection | Davika Hoorne       |
| 2011–2017 | Yum Yum Instant Noodle   | Urassaya Sperbund   |
| 2011–2014 | Mistine                  | Urassaya Sperbund   |
| 2011–2013 | Mazda                    |                     |
| 2011–2013 | Minute Maid Pulpy        |                     |
| 2011–2012 | Yamaha Fino              |                     |
| 2011–2012 | 12 Plus                  |                     |
| 2011–2012 | Oishi                    |                     |
| 2011      | Foremost                 |                     |
| 2011      | The Capital Condo        |                     |
| 2011      | Lay's                    | Paula Taylor        |
| 2010–2012 | Samsung                  |                     |
| 2010–2011 | Baoji Shoes              | Khemanit Jamikorn   |
| 2010      | Nivea for Men            |                     |
| 2009      | Trident Gum              | Patcharapa Chaichua |

## Giải thưởng và đề cử
| Năm  | Giải thưởng                                  | Hạng mục                                                 | Tác phẩm được đề cử           | Kết quả   |
| ---- | -------------------------------------------- | -------------------------------------------------------- | ----------------------------- | --------- |
| 2009 | Gmember Awards                               | Great Fashion Image Magazine                             | —                             | Đoạt giải |
| 2010 | Siam Dara Star Awards                        | Male Rising Star                                         | Mối tình ngang trái           | Đoạt giải |
| 2010 | TV Inside Hot Awards                         | Male Rising Star                                         | Mối tình ngang trái           | Đoạt giải |
| 2010 | Seventeen Teen Choice Awards                 | Seventeen Choice Male Hottie                             | —                             | Đoạt giải |
| 2010 | OK Awards                                    | Male Heartthrob                                          | —                             | Đoạt giải |
| 2010 | SeeSan Buntherng Awards                      | Male Rising Star                                         | Trang trại tình yêu           | Đoạt giải |
| 2010 | Top Awards                                   | Male Rising Star                                         | Trang trại tình yêu           | Đoạt giải |
| 2010 | TV3 Fanclub Awards                           | Male Rising Star                                         | Trang trại tình yêu           | Đoạt giải |
| 2011 | Bang Awards                                  | Boy of the Year                                          | Trang trại tình yêu           | Đoạt giải |
| 2011 | Oops Magazine Awards                         | Best On-Screen Couple (với Urassaya Sperbund)            | Trang trại tình yêu           | Đoạt giải |
| 2011 | Siam Dara Star Awards                        | Most Popular Male Star                                   | Trang trại tình yêu           | Đoạt giải |
| 2011 | Nataraja Awards                              | Best Actor                                               | Trang trại tình yêu           | Đề cử     |
| 2011 | TV Gold Awards                               | Best Actor                                               | Trang trại tình yêu           | Đề cử     |
| 2011 | Star Party TV Pool Awards                    | Charming Guy                                             | —                             | Đoạt giải |
| 2011 | Star Party TV Pool Awards                    | Presenter's Heartthrob                                   | —                             | Đoạt giải |
| 2011 | Seventeen Teen Choice Awards                 | Seventeen Choice Male Hottie                             | —                             | Đoạt giải |
| 2011 | OK Awards                                    | Male Heartthrob                                          | —                             | Đoạt giải |
| 2011 | SeeSan Buntherng Awards                      | Best Actor                                               | Trò chơi tình yêu             | Đoạt giải |
| 2011 | SeeSan Buntherng Awards                      | Couple of the Year (với Urassaya Sperbund)               | Trò chơi tình yêu             | Đoạt giải |
| 2011 | TV3 Fanclub Awards                           | Most Popular Actor                                       | Trò chơi tình yêu             | Đoạt giải |
| 2011 | Daokrajay Awards                             | Actor of the Year                                        | Trò chơi tình yêu             | Đoạt giải |
| 2012 | Nataraja Awards                              | Best Actor                                               | Trò chơi tình yêu             | Đoạt giải |
| 2012 | Mekhala Awards                               | Best Actor                                               | Trò chơi tình yêu             | Đoạt giải |
| 2012 | Kom Chad Luek Awards                         | Most Popular Actor                                       | Trò chơi tình yêu             | Đoạt giải |
| 2012 | Siam Dara Star Awards                        | Best Actor                                               | Trò chơi tình yêu             | Đoạt giải |
| 2012 | Siam Dara Star Awards                        | Most Popular Male Star                                   | Trò chơi tình yêu             | Đoạt giải |
| 2012 | TV Gold Awards                               | Best Actor                                               | Trò chơi tình yêu             | Đề cử     |
| 2012 | Sudsapda Young and Smart Awards              | Most Popular Actor                                       | Trò chơi tình yêu             | Đề cử     |
| 2012 | MThai Top Talk Awards                        | Top Talk about Character Couples (với Urassaya Sperbund) | Trò chơi tình yêu             | Đoạt giải |
| 2012 | Big Fan Can Vote Season 2                    | Best On-Screen Couple (với Urassaya Sperbund)            | Trò chơi tình yêu             | Đoạt giải |
| 2012 | Oops Magazine Awards                         | Best On-Screen Couple (với Urassaya Sperbund)            | Trò chơi tình yêu             | Đoạt giải |
| 2012 | Kerd Awards                                  | Best On-Screen Couple (với Urassaya Sperbund)            | Trò chơi tình yêu             | Đoạt giải |
| 2012 | Kerd Awards                                  | Most Burning Star                                        | Trò chơi tình yêu             | Đoạt giải |
| 2012 | Top Awards                                   | Most Popular Actor                                       | Trò chơi tình yêu             | Đoạt giải |
| 2012 | Daradaily The Great Awards                   | Cool Guy of the Year                                     | —                             | Đoạt giải |
| 2012 | Kazz Awards                                  | Male Superstar of the Year                               | —                             | Đoạt giải |
| 2012 | Star Party TV Pool Awards                    | Charming Guy                                             | —                             | Đoạt giải |
| 2012 | San Mig Light Star Choice Awards             | Handsome Guy                                             | —                             | Đoạt giải |
| 2012 | OK Awards                                    | Male Heartthrob                                          | —                             | Đoạt giải |
| 2012 | Council on Social Welfare of Thailand        | Grateful Son                                             | —                             | Đoạt giải |
| 2012 | TV3 Fanclub Awards                           | Most Popular Actor                                       | Trái tim người thừa kế        | Đoạt giải |
| 2012 | Top Download Awards                          | Popular Music 2012                                       | Trái tim người thừa kế        | Đoạt giải |
| 2013 | Nataraja Awards                              | Best Actor                                               | Trái tim người thừa kế        | Đoạt giải |
| 2013 | Mekhala Awards                               | Best Actor                                               | Trái tim người thừa kế        | Đoạt giải |
| 2013 | TV Gold Awards                               | Best Actor                                               | Trái tim người thừa kế        | Đề cử     |
| 2013 | Top Awards                                   | Best Actor                                               | Trái tim người thừa kế        | Đoạt giải |
| 2013 | Seventeen Teen Choice Awards                 | Actor of the Year                                        | Trái tim người thừa kế        | Đoạt giải |
| 2013 | Daradaily The Great Awards                   | Best Actor                                               | Trái tim người thừa kế        | Đoạt giải |
| 2013 | Daradaily The Great Awards                   | Cool Guy of the Year                                     | —                             | Đoạt giải |
| 2013 | Siam Dara Star Awards                        | Best Actor                                               | Tình yêu mong muốn            | Đoạt giải |
| 2013 | Siam Dara Star Awards                        | Most Popular Male Star                                   | Tình yêu mong muốn            | Đoạt giải |
| 2013 | Nataraja Awards                              | Best Actor                                               | Tình yêu mong muốn            | Đề cử     |
| 2013 | TV3 Fanclub Awards                           | Most Popular Actor                                       | Tình yêu mong muốn            | Đoạt giải |
| 2013 | OK Awards                                    | Male Heartthrob                                          | —                             | Đoạt giải |
| 2013 | Crow Love Like Awards                        | Most Popular Star                                        | —                             | Đoạt giải |
| 2013 | Secret Magazine Awards                       | Secret Idol of the Year                                  | —                             | Đoạt giải |
| 2014 | Suphannahong National Film Awards            | Best Actor                                               | Hoàng hôn ở Chaophraya        | Đoạt giải |
| 2014 | Suphannahong National Film Awards            | Most Popular Actor                                       | Hoàng hôn ở Chaophraya        | Đoạt giải |
| 2014 | STARPICS Film Awards                         | Best Actor                                               | Hoàng hôn ở Chaophraya        | Đoạt giải |
| 2014 | Bangkok Critics Assembly Awards              | Best Actor                                               | Hoàng hôn ở Chaophraya        | Đoạt giải |
| 2014 | Kom Chad Luek Awards                         | Best Actor                                               | Hoàng hôn ở Chaophraya        | Đoạt giải |
| 2014 | Kazz Awards                                  | Male Superstar of the Year                               | —                             | Đoạt giải |
| 2014 | Seventeen Teen Choice Awards                 | Star of the Year                                         | —                             | Đoạt giải |
| 2014 | Star Light Awards                            | Male Idol of the Year                                    | —                             | Đoạt giải |
| 2014 | OK Awards                                    | Male Heartthrob                                          | —                             | Đoạt giải |
| 2014 | True Life Awards                             | Actor of the Year                                        | Giấc mộng ban mai             | Đoạt giải |
| 2014 | TV3 Fanclub Awards                           | Most Popular Actor                                       | Giấc mộng ban mai             | Đoạt giải |
| 2014 | SeeSan Buntherng Awards                      | Best Actor                                               | Giấc mộng ban mai             | Đoạt giải |
| 2014 | Siam Dara Star Awards                        | Most Popular Male Star                                   | Giấc mộng ban mai             | Đoạt giải |
| 2014 | Mekhala Awards                               | Best On-Screen Couple (với Urassaya Sperbund)            | Giấc mộng ban mai             | Đoạt giải |
| 2014 | EFM Awards                                   | Top Music 2014 (với Urassaya Sperbund)                   | Giấc mộng ban mai             | Đoạt giải |
| 2014 | Gmember Awards                               | Popular Music 2014 (với Urassaya Sperbund)               | Giấc mộng ban mai             | Đoạt giải |
| 2014 | Intensive Watch Awards                       | Popular Music 2014 (với Urassaya Sperbund)               | Giấc mộng ban mai             | Đoạt giải |
| 2014 | Seed Awards                                  | Popular Music 2014 (với Urassaya Sperbund)               | Giấc mộng ban mai             | Đoạt giải |
| 2015 | Nataraja Awards                              | Best Actor                                               | Giấc mộng ban mai             | Đoạt giải |
| 2015 | TV Gold Awards                               | Best Actor                                               | Giấc mộng ban mai             | Đoạt giải |
| 2015 | Kom Chad Luek Awards                         | Most Popular Actor                                       | Giấc mộng ban mai             | Đoạt giải |
| 2015 | Nine Entertain Awards                        | Most Popular Star                                        | —                             | Đoạt giải |
| 2015 | Kazz Awards                                  | Male Superstar of the Year                               | —                             | Đoạt giải |
| 2015 | OK Awards                                    | Male Heartthrob                                          | —                             | Đoạt giải |
| 2015 | Hamburger Awards                             | Pop Icon                                                 | —                             | Đoạt giải |
| 2015 | Siam Dara Star Awards                        | Best Actor                                               | Ngọn gió tình yêu             | Đoạt giải |
| 2015 | Siam Dara Star Awards                        | Most Popular Male Star                                   | Ngọn gió tình yêu             | Đoạt giải |
| 2015 | EFM Awards                                   | Top Music 2015                                           | Ngọn gió tình yêu             | Đoạt giải |
| 2015 | TV3 Fanclub Awards                           | Most Popular Actor                                       | Ngọn gió tình yêu             | Đoạt giải |
| 2015 | TV3 Fanclub Awards                           | Most Popular OST                                         | Ngọn gió tình yêu             | Đoạt giải |
| 2016 | Nataraja Awards                              | Best Actor                                               | Ngọn gió tình yêu             | Đề cử     |
| 2016 | TV Gold Awards                               | Best Actor                                               | Ngọn gió tình yêu             | Đề cử     |
| 2016 | Kom Chad Luek Awards                         | Most Popular Actor                                       | Ngọn gió tình yêu             | Đoạt giải |
| 2016 | Siam Dara Star Awards                        | Best Actor                                               | Theo dấu yêu thương           | Đoạt giải |
| 2016 | Siam Dara Star Awards                        | Most Popular Male Star                                   | Theo dấu yêu thương           | Đoạt giải |
| 2016 | SeeSan Buntherng Awards                      | Couple of the Year (với Nittha Jirayungyurn)             | Theo dấu yêu thương           | Đoạt giải |
| 2017 | Kom Chad Luek Awards                         | Best Actor                                               | Theo dấu yêu thương           | Đoạt giải |
| 2017 | Daradaily The Great Awards                   | Cool Guy of the Year                                     | —                             | Đoạt giải |
| 2017 | OK Awards                                    | OK! Sweetheart Male                                      | —                             | Đoạt giải |
| 2017 | SeeSan Buntherng Awards                      | Couple of the Year (với Urassaya Sperbund)               | Sự hoán đổi diệu kỳ           | Đoạt giải |
| 2018 | TV Gold Awards                               | Best Actor in a Leading Role                             | Sự hoán đổi diệu kỳ           | Đoạt giải |
| 2018 | Daradaily The Great Awards                   | Best Actor                                               | Sự hoán đổi diệu kỳ           | Đoạt giải |
| 2018 | Nine Entertain Awards                        | Actor of the Year                                        | Sự hoán đổi diệu kỳ           | Đoạt giải |
| 2018 | Siam Dara Star Awards                        | Best Actor                                               | Sự hoán đổi diệu kỳ           | Đoạt giải |
| 2018 | Nataraja Awards                              | Best Actor                                               | Sự hoán đổi diệu kỳ           | Đề cử     |
| 2018 | Asian Television Awards                      | Best Actor in a Leading Role                             | Sự hoán đổi diệu kỳ           | Đề cử     |
| 2018 | White TV Awards                              | Best Actor                                               | Duyên trời định               | Đề cử     |
| 2019 | TV Gold Awards                               | Best Actor in a Leading Role                             | Duyên trời định               | Đoạt giải |
| 2019 | Nataraja Awards                              | Best Actor                                               | Duyên trời định               | Đề cử     |
| 2019 | Daradaily The Great Awards                   | Best Actor                                               | Nữ thần rắn 2                 | Đoạt giải |
| 2019 | Thailand Headlines Person of The Year Awards | The Most Influential Award                               | —                             | Đoạt giải |
| 2020 | TV Gold Awards                               | Best Actor in a Leading Role                             | Vì sao đưa anh tới (bản Thái) | Đề cử     |